# Wanstead (metropolitana di Londra)
Wanstead è una stazione della linea Central della metropolitana di Londra.

## Storia
La costruzione della stazione di Wanstead cominciò negli anni trenta come parte del New Works Programme del 1935-40, che prevedeva l'estensione della linea Central da Liverpool Street verso Leyton, dove si sarebbe collegata con i binari della London & North Eastern Railway (LNER), della quale avrebbe rilevato i servizi passeggeri suburbani fino a Epping e oltre, sulla diramazione di Ongar. La sezione della LNER nota come Fairlop loop (e oggi chiamata Hainault loop) tra Woodford e Newbury Park sarebbe anch'essa passata alla linea Central, con l'esclusione del tratto a sud di Newbury Park fino a Ilford e a Seven Kings sulla Great Eastern Main Line.  Per rimpiazzare la linea interrotta a sud di Newbury Park, il progetto prevedeva la costruzione di una sezione di tunnel fra Leytonstone e Newbury Park, con nuove stazioni da costruire a Wanstead, Redbridge e Gants Hill.
La sezione sotterranea era quasi completa nel 1940, ma a causa della seconda guerra mondiale venne ritardata e infine interrotta nel giugno 1940. Durante la guerra, le gallerie furono usate come fabbrica di munizioni dall'industria difensiva Plessey. La fabbrica aprì nel marzo 1942; la produzione continuò fino al 1945. La fabbrica si estendeva per quasi cinque miglia e occupava uno spazio coperto di circa 28.000 metri quadri.
La costruzione della linea riprese dopo la fine della guerra. Wanstead fu aperta al pubblico il 14 dicembre 1947. Come le altre due stazioni sotterranee di questo tratto di linea (Redbridge e Gants Hill) è stata progettata dall'architetto Charles Holden.
Wanstead fu una delle ultime stazioni sulla linea a mantenere le sue scale mobili originali in legno, fino al 2003, quando furono sostituite. L'eliminazione delle scale in legno era stata decisa dopo l'incendio di King's Cross del 1987.
La stazione è stata ristrutturata nel 2009, con la demolizione e ricostruzione del soffitto in cemento armato nell'area delle scale mobili e della biglietteria e l'installazione di nuove telecamere di sicurezza, nuovi altoparlanti e tabelloni elettronici. Per consentire l'esecuzione dei lavori la stazione è rimasta chiusa dal 21 giugno fino al 31 agosto 2009 e giornalmente dalle 21 in poi fino al 12 ottobre.

## Strutture e impianti
Wanstead è una stazione sotterranea con due binari in due canne collegate con una banchina a isola.
La stazione rientra nella Travelcard Zone 4.

## Interscambi
Nelle vicinanze della stazione effettuano fermata alcune linee urbane automobilistiche, gestite da London Buses.
- Fermata autobus
- Stazione taxi[8]

## Galleria d'immagini

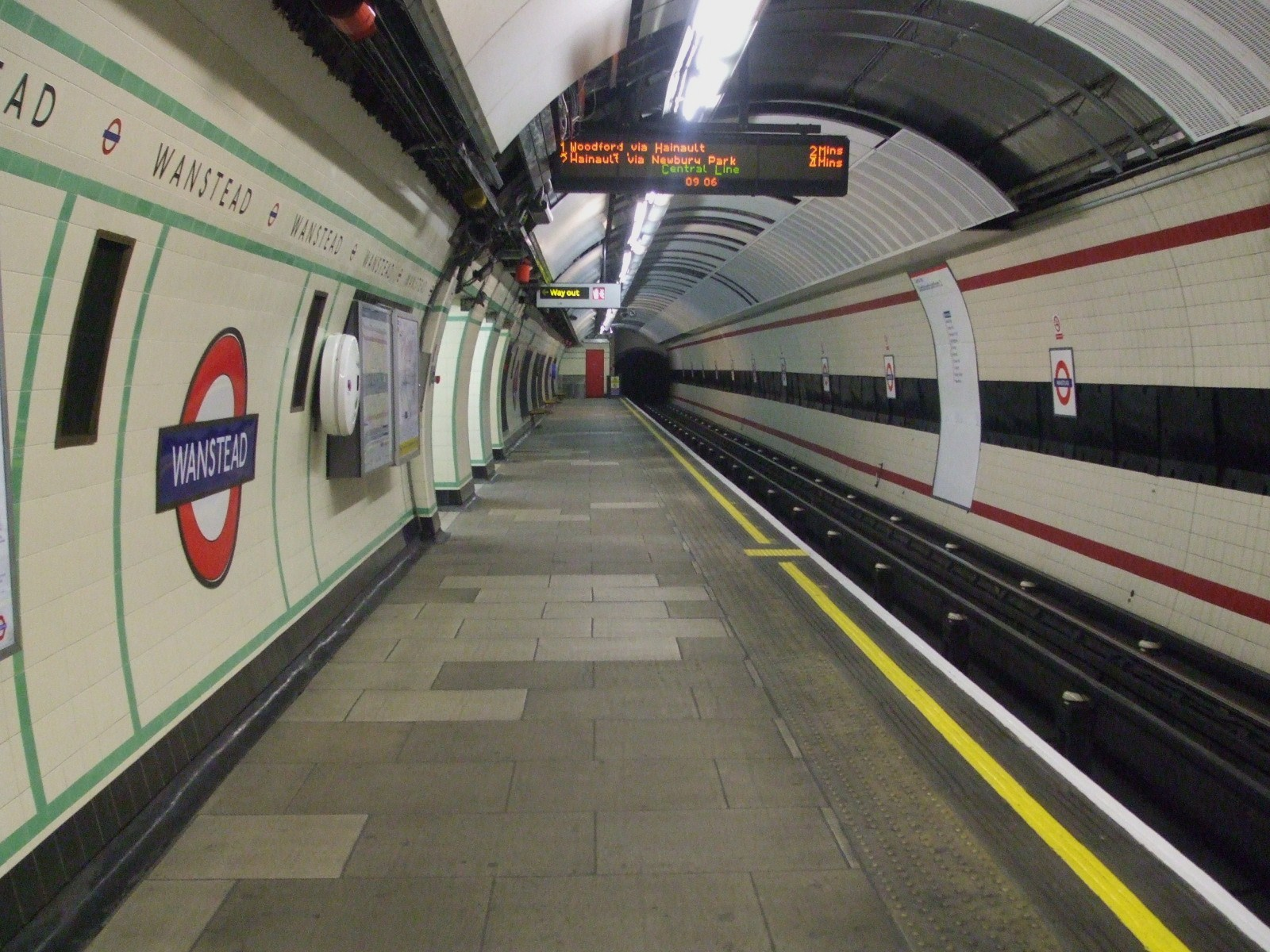
Piattaforma est nell'agosto 2008
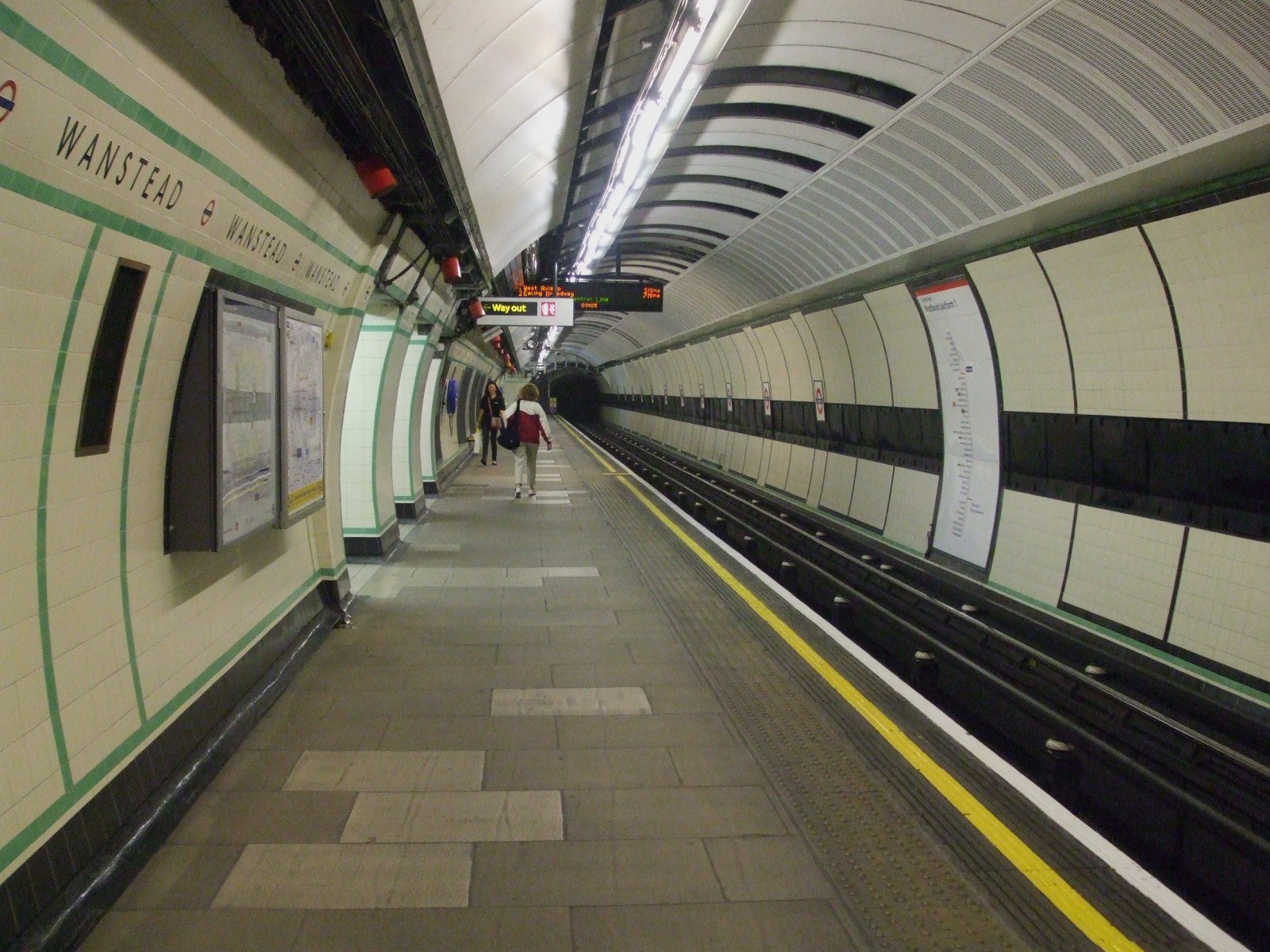
Piattaforma ovest nell'agosto 2008
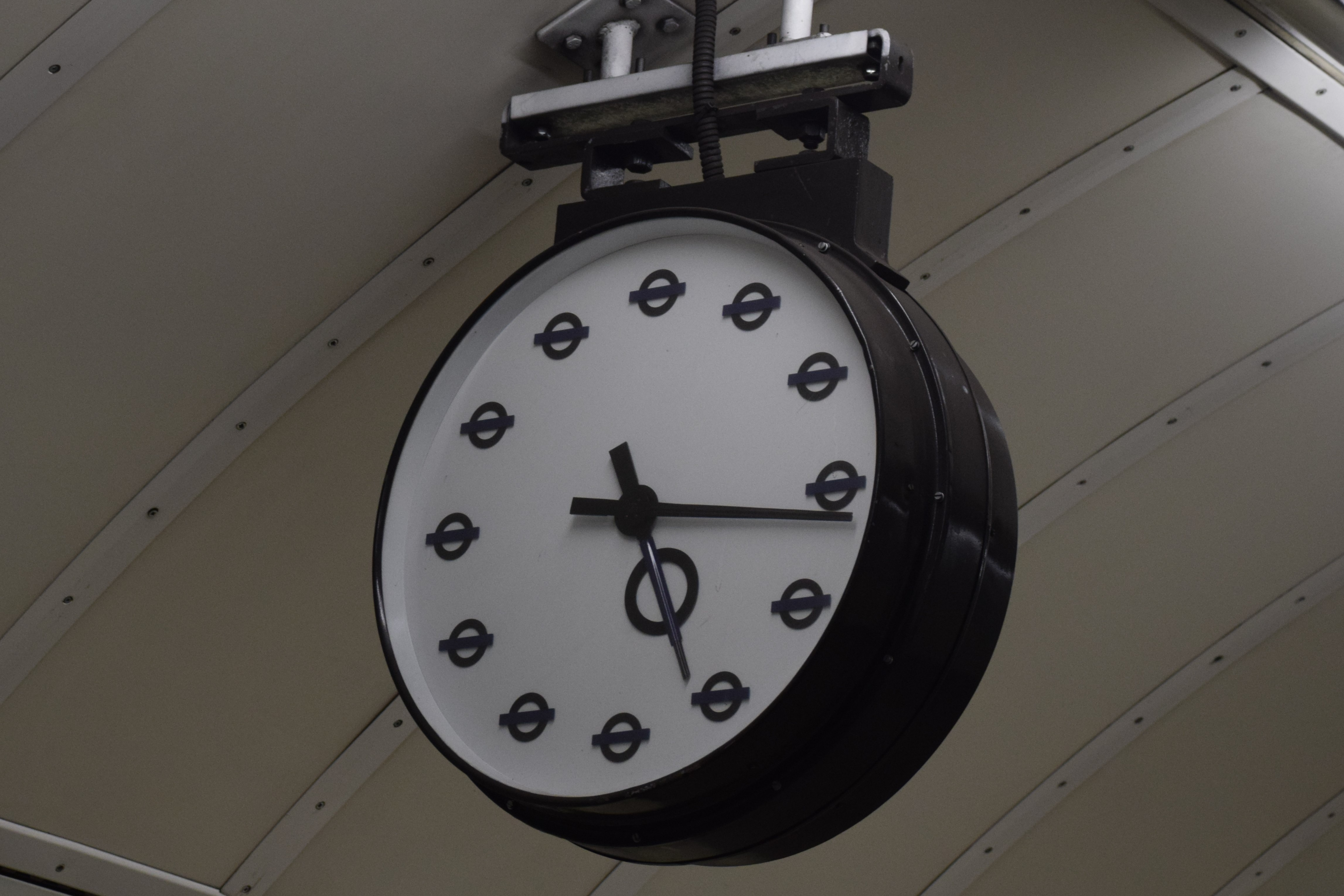
Orologio sulla piattaforma ovest
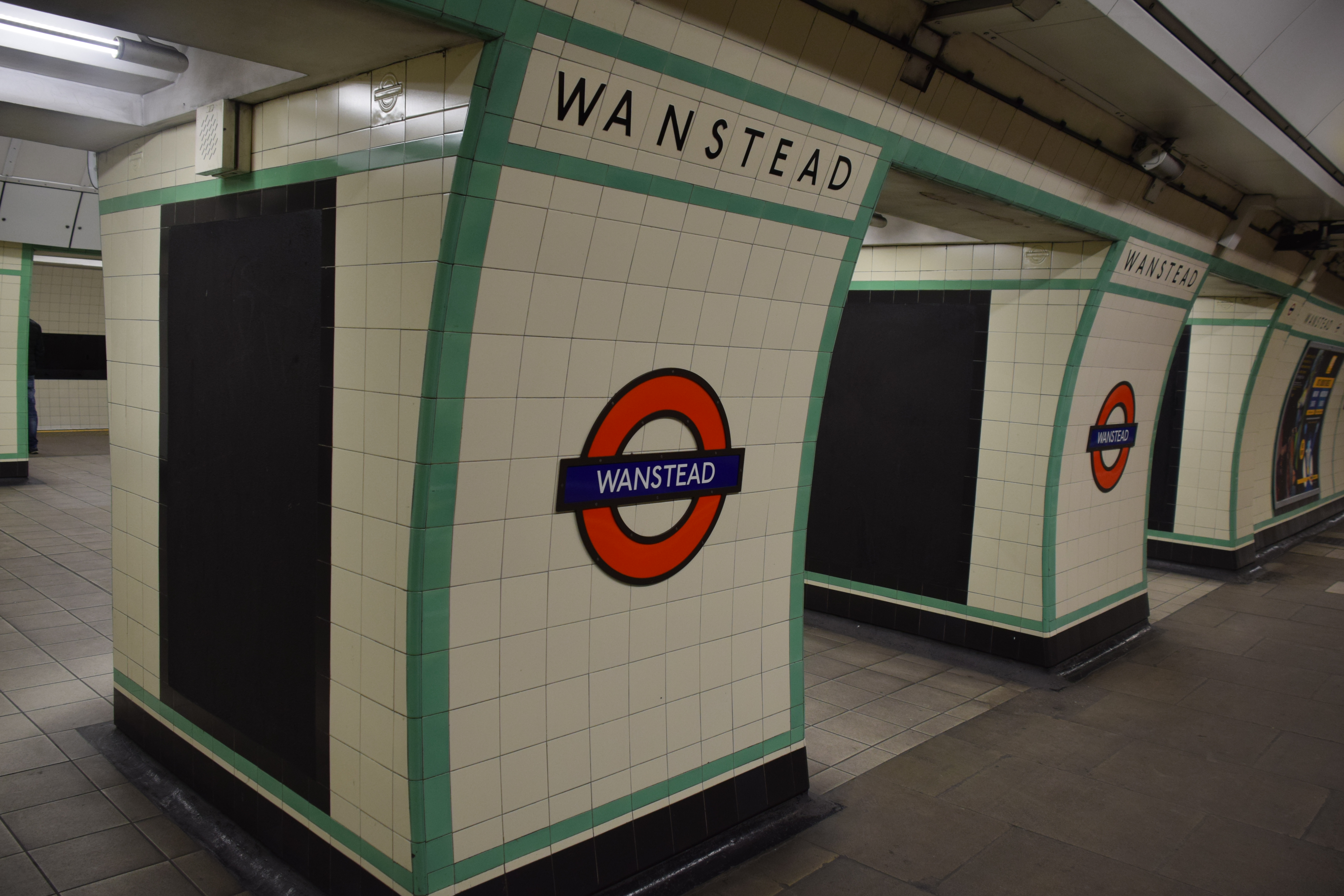
Accessi alle piattaforme
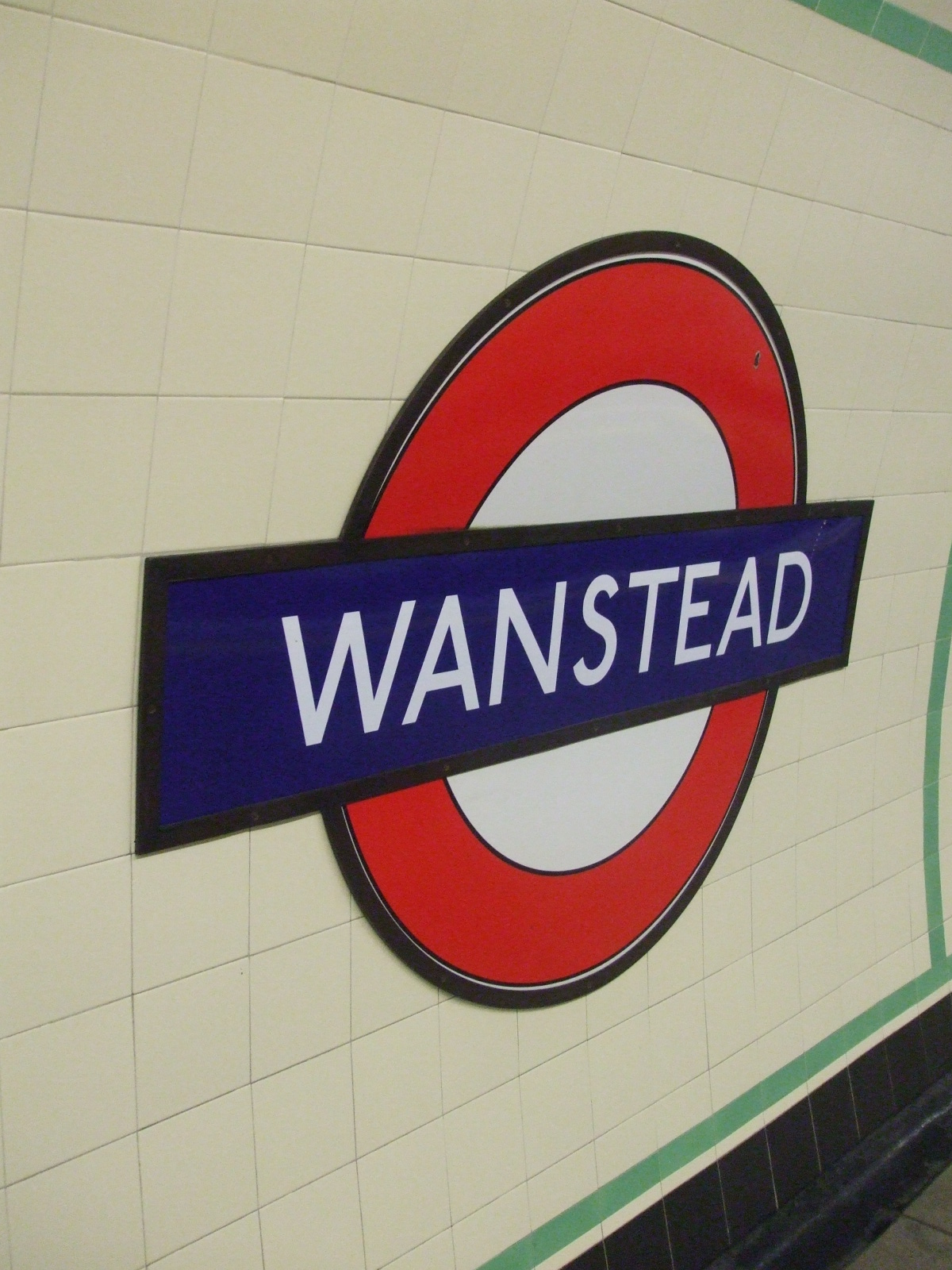
Roundel sulla piattaforma della stazione